# Барбер, Мэйси
Мэ́йси Кэ́й Ба́рбер (англ. Maycee Kaye Barber; род. 18 мая 1998 год, Грили, США) — американский профессиональный боец смешанных единоборств. Действующий боец Ultimate Fighting Championship, где выступает в наилегчайшем весе. Занимает 5 строчку официального рейтинга UFC в женском наилегчайшем весе и 15 строчку в женском рейтинге UFC вне зависимости от весовой категории.

## Биография
Мэйси Барбер родилась в городе Грили, штат Колорадо. Она начала заниматься смешанными боевыми искусствами (ММА) в раннем возрасте и поставила себе целью стать профессиональным бойцом. В интервью Кевину Айолу из Yahoo Sports отец спортсменки Баки Барбер сказал: «В тот момент это было так: «Ладно, чем лучше мы сделаем ее как бойца, тем меньше травм она будет получать». Поэтому мы начали путешествовать и буквально возили ее по всем Соединенным Штатам».
У Мэйси есть младший брат Уайетт, который также является бойцом смешанных единоборств, подписавшим контракт с Bellator.

## Титулы и достижения
Ultimate Fighting Championship (UFC)
- «Выступление вечера» (один раз), в бою против Аманды Рибас
- Второе место по количеству нокаутов в истории женского наилегчайшего дивизиона UFC (3)
- Третье место  по количеству побед в истории женского наилегчайшего дивизиона UFC (8)
- Третье место по продолжительности победной серии в истории женского наилегчайшего дивизиона UFC (6 боёв)

UFC.com Awards
- 2018: 4 место в категории «Новичок года»

## Статистика в смешанных единоборствах
| Боёв 16  | Побед 14 | Поражений 2 |
| -------- | -------- | ----------- |
| Нокаутом | 6        | 0           |
| Сдачей   | 2        | 0           |
| Решением | 6        | 2           |

| Результат | Рекорд | Соперник           | Способ                             | Турнир                                        | Дата            | Раунд | Время | Место                     | Примечание                            |
| --------- | ------ | ------------------ | ---------------------------------- | --------------------------------------------- | --------------- | ----- | ----- | ------------------------- | ------------------------------------- |
| Win       | 14–2   | Кэтлин Керминара   | Единогласное решение               | UFC 299                                       | 9 марта 2024    | 3     | 5:00  | Майами, Флорида, США      |                                       |
| Win       | 13–2   | Аманда Рибас       | TKO (удары локтями и руками)       | UFC on ABC: Эмметт vs. Топурия                | 24 июня 2023    | 2     | 3:42  | Джексонвилл, Флорида, США | «Выступление вечера»                  |
| Win       | 12–2   | Андреа Ли          | Раздельное решение                 | UFC on ESPN: Вера vs. Сэндхэген               | 25 марта 2023   | 3     | 5:00  | Сан-Антонио, Техас, США   |                                       |
| Win       | 11–2   | Джессика Ай        | Единогласное решение               | UFC 276                                       | 2 июля 2022     | 3     | 5:00  | Лас-Вегас, Невада, США    |                                       |
| Win       | 10–2   | Монтана де ла Роса | Единогласное решение               | UFC Fight Night: Лемус vs. Андради            | 23 апреля 2022  | 3     | 5:00  | Лас-Вегас, Невада, США    |                                       |
| Win       | 9–2    | Миранда Маверик    | Раздельное решение                 | UFC on ESPN: Сэндхэген vs. Диллашоу           | 24 июля 2021    | 3     | 5:00  | Лас-Вегас, Невада, США    |                                       |
| Loss      | 8–2    | Алекса Грассо      | Единогласное решение               | UFC 258                                       | 13 февраля 2021 | 3     | 5:00  | Лас-Вегас, Невада, США    |                                       |
| Loss      | 8–1    | Роксанна Модаффери | Единогласное решение               | UFC 246                                       | 18 января 2020  | 3     | 5:00  | Лас-Вегас, Невада, США    |                                       |
| Win       | 8–0    | Джиллиан Робертсон | TKO (удары руками)                 | UFC on ESPN: Рейес vs. Вайдман                | 18 октября 2019 | 1     | 3:04  | Бостон, Массачусетс, США  |                                       |
| Win       | 7–0    | Джей Джей Олдрич   | TKO (удары коленями и руками)      | UFC Fight Night: Томпсон vs. Петтис           | 23 марта 2019   | 2     | 3:01  | Нашвилл, Теннесси, США    | Дебют в наилегчайшем весе             |
| Win       | 6–0    | Ханна Сайферс      | TKO (удары локтями и руками)       | UFC Fight Night: Корейский зомби vs. Родригес | 10 ноября 2018  | 2     | 2:01  | Денвер, Колорадо, США     | Дебют в UFC                           |
| Win       | 5–0    | Джейми Коллин      | TKO (удары локтями)                | Dana White's Contender Series 13              | 13 июля 2018    | 3     | 4:15  | Лас-Вегас, Невада, США    |                                       |
| Win       | 4–0    | Одри Перкинс       | TKO (удары локтями и руками)       | LFA 39                                        | 4 мая 2018      | 3     | 2:54  | Вейл, Колорадо, США       |                                       |
| Win       | 3–0    | Кайла Томпсон      | Сдача, удушающий приём (сзади)     | LFA 33                                        | 18 февраля 2018 | 1     | 0:31  | Даллас, Техас, США        | Бой в промежуточном весе (120 фунтов) |
| Win       | 2–0    | Мэллори Мартин     | Единогласное решение               | LFA 22                                        | 8 сентября 2017 | 3     | 5:00  | Брумфилд, Колорадо, США   |                                       |
| Win       | 1–0    | Итзель Эскивэль    | Сдача, болевой приём (рычаг локтя) | LFA 14                                        | 23 июня 2017    | 1     | 3:52  | Хьюстон, Техас, США       | Дебют в минимальном весе              |